# سراجار
سراجار، روستایی از توابع بخش رودبنه شهرستان لاهیجان در استان گیلان ایران است  
تاریخچه، تاریخچه این روستا به دوره قبل از رضاخان برمی‌گردد این روستا ۳۰۰ تا ۳۵۰ سال از لحاظ ساختاری قدمت دارد نام اول این روستا اوچاق پشت بود‌ به دلیل  وجود چاه نفتی در این روستا که کشتی‌های نفتی برای بارگیری به این روستا می‌آمدند. راه‌های ارتباطی گسترده این روستا باعث تغییر نام آن به سوسوجار و سپس سراجار به معنای مکان همسایگی شد 

## نام گذاری
```
 
سراجار
 از دو واژه 
سراج
 و 
جار
 برگرفته شده‌است که به معنای مکان کنف است. این نام بدین جهت به این منطقه گفته شده که در قدیم محل کشت کنف بوده‌است.
```

## جمعیت
این روستا در دهستان شیرجوپشت قرار دارد و براساس سرشماری مرکز آمار ایران در سال ۱۳۸۵، جمعیت آن ۸۵۲ نفر (۲۵۸خانوار) بوده‌است.